# Йеркс, Роберт
Ро́берт Йе́ркс (англ. Robert Mearns Yerkes; 1876—1956) — американский психолог, специалист в области психологии изучения поведенческих мотивов приматов и других животных. Считается основоположником отрасли зоопсихологии. В результате опытов Йеркса на приматах были получены данные, что сильная мотивация становится преградой к получению новых навыков различения сложных стимулов и в то же время благоприятно действует на животных в случае необходимости различения простых, элементарных ситуаций.

## Биография
Роберт Йеркс родился в США, в округе Бакс, штат Пенсильвания Каунти 26 мая 1876 года в семье фермера. Он был старшим из пяти детей.
По достижении определённого возраста Йеркс планировал поступать в высшее учебное заведение. Отец-фермер не одобрил решения сына и отказался оплачивать его обучение. Йерксу пришлось работать в доме своего дяди, который согласился оказать финансовую поддержку юноше.

### Профессиональная деятельность
В начале карьеры основной областью, интересовавшей Йеркса, была медицина. Лишь в Гарвардском университете он увлекся психологией. Именно в этом учебном заведении Йеркс в 1898 году получил степень бакалавра, а год спустя — магистра. Йеркс защитил докторскую диссертацию в 1902 году и получил должность преподавателя в Гарвардском университете. Здесь он и проработал следующие 15 лет. В 1916 году Йеркс был избран президентом Американской психологической ассоциации. С 1924 по 1941 год Йеркс занимал должность директора Йельской лаборатории биологии приматов.

### Закон Йеркса-Додсона
Роберт Йеркс активно сотрудничал с Дж. Д. Додсоном. Вместе они провели довольно несложный опыт, который показал, что существует зависимость между уровнем мотивации и продуктивностью выполняемой деятельности. 
Данное явление было названо в честь двух учёных законом Йеркса-Додсона. Закон признали одним из немногих объективных и бесспорных психологических феноменов. Его удалось многократно экспериментально подтвердить.

## Основные работы
1. 1907, Танцующая мышь, исследование поведения животных (The Dancing Mouse, a Study in Animal Behavior)
2. 1911, Введение в психологию (Introduction to Psychology)
3. 1915, Шкала измерения интеллектуальных способностей (A Point-scale for Measuring Mental Abilities)
4. 1916, Психическая жизнь обезьян, в том числе человекообразных (The Mental Life of Monkeys and Apes)
5. 1925, Почти человек (Almost Human)
6. 1927, Разум гориллы (The Mind of a Gorilla)
7. 1929, Человекообразные приматы (The Great Apes, 1929) (в соавторстве с А. У. Йеркс)
8. 1943, Лабораторная колония шимпанзе (Chimpanzees, a Laboratory Colony)[5]